# Can Julià (Vallirana)
Can Julià és un edifici aïllat de planta rectangular al municipi de Vallirana (Baix Llobregat) catalogat a l'Inventari del Patrimoni Arquitectònic de Catalunya. Els propietaris de Can Julià conserven documentació, de finals del segle xvii, en què es fa referència a la finca i a la casa pairal en ella construïda. És una edificació que ha sofert moltes modificacions, tant a l'interior com a l'exterior. La façana nord i l'interior d'aquesta zona són originals, igual que la paret sud-oest i dues obertures amb reixa que hi ha.
Consta de planta baixa, pis i golfes. La porta d'accés, a nord-oest, és d'arc carpanell rebaixat, les obertures estan allindades i emmarcades per dovelles de pedra picada. La façana sud-oest, de paredat comú, té les dues obertures originals i les arestes, ornades per carreus de pedra. La cornisa presenta imbricacions i coberta a dos vessants de teula àrab. Hi ha una galeria mutilada que havia estat cantonera i coberta per balustrada de balustres.